# RRRrrrr!!!
A RRRrrrr!!! 2004-es francia filmvígjáték, melynek forgatókönyvírója és rendezője Alain Chabat. A főbb szerepekben Maurice Barthélémy, Alain Chabat, Marina Foïs, Pierre-François Martin-Laval és Jean-Paul Rouve látható.
Franciaországi premierje 2004. január 28-án volt.

## Szereplők
| Szerep                                                             | Színész                         | Magyar hangja (1. szinkron) |
| ------------------------------------------------------------------ | ------------------------------- | --------------------------- |
| Narrátor                                                           | Olivier Baroux                  | Bozai József                |
| Guy                                                                | Marina Foïs                     | Wessely-Simonyi Réka        |
| Piszkos hajúak vezére                                              | Gérard Depardieu                | Fülöp Zsigmond              |
| Néma piszkos hajú                                                  | Cyril Casmèze                   | N/A                         |
| Lucie                                                              | Jean Rochefort                  | Kajtár Róbert               |
| Tata                                                               | Gaëlle Cohen                    | N/A                         |
| Tiszta hajúak vezére                                               | Maurice Barthélémy              | Papucsek Vilmos             |
| Tiszta hajúak vezérének nője                                       | Elise Larnicol                  | Andresz Kati                |
| Csomós                                                             | Pierre-François Martin-Laval    | Markovics Tamás             |
| Szőke                                                              | Jean-Paul Rouve                 | Holl Nándor                 |
| Fáklyás                                                            | Pascal Vincent                  | Szatmári Attila             |
| Áldalógus                                                          | Alain Chabat                    | Bolla Róbert                |
| Bunkódás (bunkóárus)                                               | Dominique Farrugia              | N/A                         |
| Szőke nevelőapja                                                   | Bernard Cheron                  | N/A                         |
| Szőke nevelőanyja                                                  | Edith Le Merdy                  | N/A                         |
| Gitáros varrónő                                                    | Maroussia Dubreuil              | N/A                         |
| Gitáros varroda tanárnő (kalóz)                                    | Valérie Lemercier               | N/A                         |
| Két óriás vándorló                                                 | Gilles David Jean-Paul Bonnaire | N/A                         |
| Bébiszitter                                                        | Juliette Poissonnier            | N/A                         |
| Kereső                                                             | Sébastien Thiery                | N/A                         |
| Mosógép-eladó                                                      | Benoît Tachoires                | ?                           |
| További magyar hangok                                              |                                 |                             |
| Erdélyi Mari, Illyés Mari, Presits Tamás, Szalai Imre, Vári Attila |                                 |                             |